# Chaetopisthes meridionalis
Chaetopisthes meridionalis är en skalbaggsart som beskrevs av Tangelder och Jan Krikken 1982. Chaetopisthes meridionalis ingår i släktet Chaetopisthes och familjen Aphodiidae. Inga underarter finns listade i Catalogue of Life.